# Горшунов, Станислав Владимирович
Станислав Владимирович Горшунов (род. 25 октября 1980 года; Павлово, Горьковская область, РСФСР, СССР) — российский архитектор. Основатель и главный архитектор бюро «ГОРА». Профессор Международной Академии Архитектуры в Москве. Член Архитектурного совета г. Нижний Новгород. Советник РААСН.

## Биография
Уроженец города Павлово. Шесть лет отучился в художественной школе. По первому образованию электротехнолог, но после окончания понял, что он сделал неправильный выбор, что сподвигло его пойти учится в ННГАСУ. Окончил его по специальности «Архитектура жилых и общественных зданий». Там же преподавал на кафедре дизайна. Стажировался у Александра Скокана в бюро «Остоженка». Во время учёбы выиграл 3 архитектурных конкурса и стал участником Венецианской биеннале в 2004 году. Основал архитектурное бюро «ГОРА» в 2007—2008 году. Стал финалистом в рамках офлайн-программы «Архитекторы.рф» 2019-2020.

## Творчество

#### Архитектура и постройки
В работе ряд объектов, таких как реконструкция Концертного зала «Юпитер» (совместно со Сбербанком), мастер-план комплексной застройки территории набережной Гребного канала в Нижнем Новгороде, Культурный центр на Камчатке, реконструкция Дома народного единства и т.д. Многократно разрабатывал постройки для благоустройства во многих городах России. Реконструировал библиотеку имени Горького в Нижнем Новгороде. Обычно небольшие проекты (4-5 тыс. м2) разрабатывают два человека, средний по масштабу объект разрабатывают 3-4 человека и сам Станислав.
— Мой, так сказать, «колодец» — природная наблюдательность. Она помогает подмечать неочевидные находки извне и привносить их в архитектуру.
Работает с КБ «Стрелка». Занимается преобразованием улиц в Нижнем Новгороде.
Мне кажется, что город должен постоянно развиваться и меняться, сохраняя свою самобытность и уникальность. Очень важно идти в ногу со временем, но не терять свою суть.

#### Участие в проектах
В 2012 на общероссийской премии АРХИWOOD стал победителем в номинации «Дизайн городской среды», а в 2014 году в номинации «Интерьер». В 2018 году был в составе жюри на этой же премии. В 2019 году проекты архитектурного бюро «ГОРА» взяли сразу несколько золотых призов на премии «Архновация», серебряный диплом на фестивале «Зодчество» в Москве и диплом на «Нижегородском рейтинге архитектуры» как лучший объект 2018—2019 гг. В этом же году на II Международном фестивале «Дом на Брестской» бюро «ГОРА» стало лауреатом I степени в номинации «Прошлое и Настоящее» (раздер «Реализация») за проект «Загородный кампус NICE», в номинации «Малые архитектурные формы» (раздел «Проект») за проект «Остановка АРТ-ОВРАГ», а также лауреатом II степени в номинации «Ландшафтная архитектура городских и общественных пространств» (раздел «Реализация») за проект «Набережная в парке г. Кулебаки». В 2022 снова был участником премии, завоевав победу в номинации «Дизайн среды» за проект «Моховые горы» совместно с Марией Юдиной и Елизаветой Будько, причем как по решению жюри, так и по народному голосованию. Постройки бюро «ГОРА» не раз входили в рейтинг лучших построек Нижнего Новгорода.
В 2021 на XXIX Международном архитектурном фестивале «Зодчество» бюро «ГОРА» получило Серебряный диплом за проект Павильона № 2 Нижегородской ярмарки в Нижнем Новгороде. В 2022 году стал победителем конкурса «Золотая Капитель» в номинации «здания общественного назначения». В этом же году бюро «ГОРА» выиграло в Всероссийском конкурсе лучших проектов создания комфортной городской среды от Минстроя РФ с проектом «Большое Болдино». С 10 декабря 2021 года по 27 мая 2022 года году входил в экспертный совет конкурса по благоустройству Воронежа. С 21 декабря 2022 года по 3 марта 2023 года на конкурсе по благоустройству микрорайона «Острова» в Калуге был в составе жюри.
В рамках ХХІІІ межрегионального архитектурного фестиваля «Зодчество в Сибири», который прошёл в Иркутске с 14 по 17 июня 2023 года, в качестве спикера провел ряд мастер-классов. В 2023 году входил в состав жюри архитектурного конкурса ПФО «Архновация». В этом же году завоевал Серебряный знак за проект «Пешеходный мост, Волгоречье» на фестивале «Зодчество», а также стал вторым на премии «ADDAWARDS.RU» в номинации «Городская среда». Также в 2023 году стал победителем премии IPI Award в номинации «Ретейл».
В 2023—2024 году был в составе жюри премии «MosBuild Architecture & Design Awards». В этом же году на XXXII Международном архитектурном фестивале «Зодчество» совместно с Мариной Раковой был удостоен диплома «Союза архитекторов России» за спецпроект «АРТ-КОВЧЕГ: 30 ЛЕТ СПУСТЯ».

## Награды и признание
- Благодарность Президента Российской Федерации в 2023 году[46].
- Победа в 14 архитектурном конкурсе в городе Нижний Новгород с проектом «второй выставочный павильон Нижегородской ярмарки»[47].
- В 2024 году был удостоен диплома «Союза архитекторов России» на фестивале «Зодчество»[43].
- В 2023 году получил Серебряный знак на фестивале «Зодчество»[37], отмечен дипломом фестиваля Best Interior Festival и дипломом международной академии архитектуры[48].
- В 2023 году на премии ADDAWARDS.RU занял II место в номинации «Городская среда»[38].
- В 2023 году стал победителем премии IPI Award[39].
- В 2022 году стал победителем конкурса «Золотая Капитель»[29][30][31].
- В 2022 году стал победителем на общероссийской премии АРХИWOOD[26][27].
- В 2014 году стал победителем на общероссийской премии АРХИWOOD[21].
- В 2012 году стал победителем на общероссийской премии АРХИWOOD[22].
- Вошел в список 85 успешных архитекторов России, составленный «КБ Стрелка»[49].
- В 2020 году вошел в топ 50 самых известных людей Нижнего Новгорода, и был отмечен премией в номинации «Город»[50].

## Галерея
- Концертный зал Юпитер , г. Н. Новгород
- Спортивный кластер «Арена»
- Реновация судейской вышки. Нижний Новгород.
- Культурный центр, Камчатка
- Конгресс-центр, Ярмарочная площадь. Нижний Новгород
- Пешеходный мост «Борское Волгоречье». г. Бор.
- Торговый центр "Жар-Птица". Нижний Новгород.
- Набережная Гребного канала
- Набережная Гребного канала
- Дом народного единства
- Студенческий луг, г. Княгинино